# Ichthyosauriformes
Ichthyosauriformes es un grupo extinto de reptiles marinos, perteneciente al clado Ichthyosauromorpha, que vivió durante el Mesozoico.
El clado basado en tallos Ichthyosauriformes fue definido en 2014 por Ryosuke Motani y colaboradores como el grupo consistente en todos los Ichthyosauromorpha que están más cercanamente relacionados con Ichthyosaurus communis que a Hupehsuchus nanchangensis. Sus sinapomorfias incluyen la posesión de un largo hueso nasal, que se estrecha hacia el frente tras pasar la fosa nasal; grandes anillos escleróticos, que se encuentran en la cavidad ocular; un hocico estrecho visto desde arriba; y dígitos convergentes con poco espacio entre ellos.
Los ictiosauriformes probablemente divergieron durante el Triásico Inferior, hace cerca de 250 millones de años; las últimas formas conocidas vivieron a mediados del Cretácico. Un tipo de ictiosauriforme basal es Cartorhynchus; las especies más avanzadas que este forman parte del grupo Ichthyopterygia el cual a su vez incluye a los Ichthyosauria.